# Leonardo Benevolo
Leonardo Benevolo, né le 25 septembre 1923 à Orta San Giulio et mort le 5 janvier 2017, est un architecte, urbaniste et historien de l'architecture italien.

## Biographie

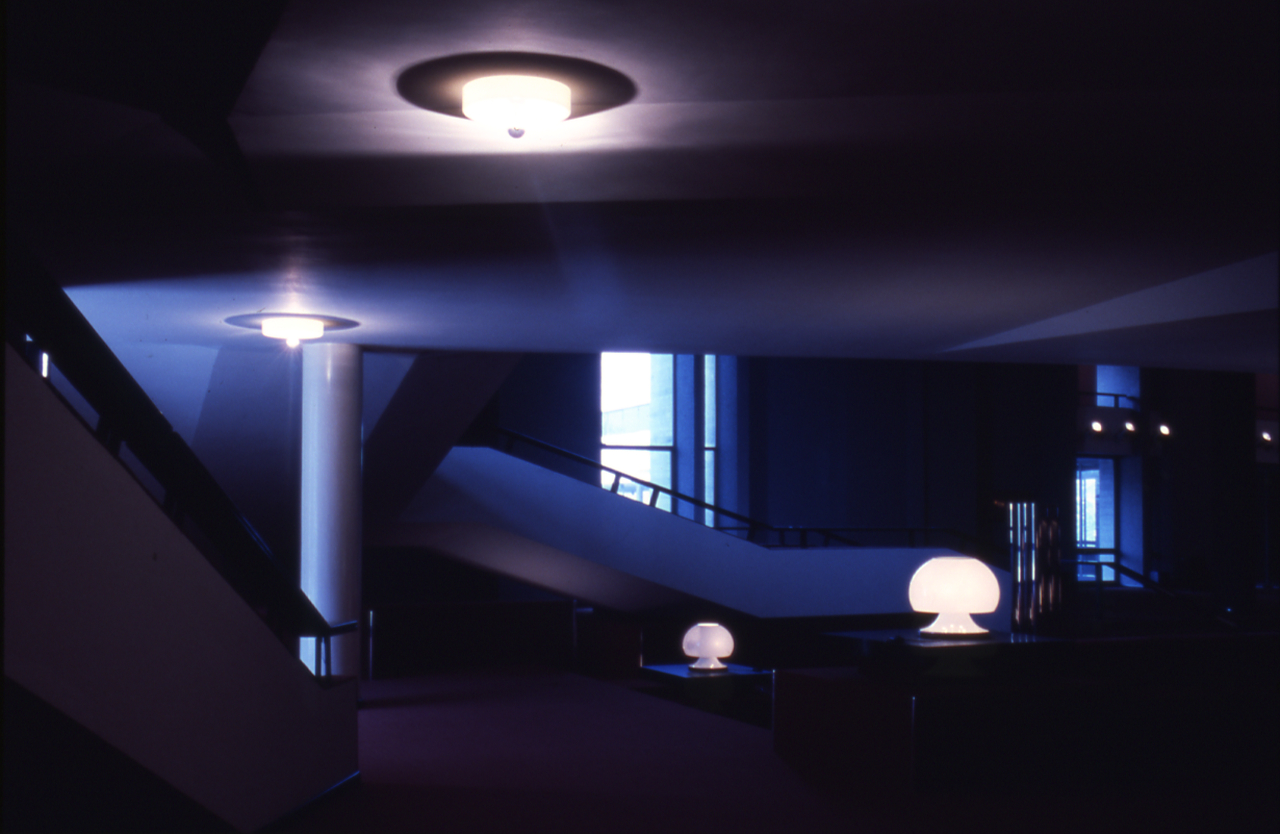
Leonardo Benevolo, avec Tommaso Giura Longo et Carlo Melograni: Palazzo degli Affari e della Borsa, Bologna. Interieur. Photo par Paolo Monti, 1976.

## Ouvrages
- 1971 (en) The origins of Modern Town Planning, MIT Press
- 1977 (en) History of Modern Architecture, MIT Press
- 1980 (en) The History of the City, MIT Press
- 1995 (en) The European City, Wiley-Blackwell